# Langdon Cheves Easton
Pour les articles homonymes, voir Easton.
Langdon Cheves Easton est un major-général américain de l'Union, né le 10 août 1814 à Saint-Louis, dans le Missouri, et mort le 29 avril 1884 à New York.

## Biographie
Il est le fils de Rufus Easton et de Abial Alby Smith. Il est diplômé de West Point, classe de 1838.
À sa sortie de West Point, Langdon C. Easton est enrôlé comme 2nd lieutenant dans le 6e régiment d'infanterie de l'armée américaine avec lequel il combat pendant la seconde guerre séminole, à Fort Towson (en), puis accède au grade de 1er lieutenant, toujours dans le 6e d'infanterie.
À partir de 1847, il est promu capitaine au sein du Quartier Général avant d'être nommé major en août 1861 et de devenir responsable du Quartier Général de l'armée de Cumberland jusqu'en mai 1864, et chef du Quartier Général des armées du général Sherman jusqu'en 1865 où il est fait colonel ex officio après avoir participé à la campagne de Chattanooga et à la campagne d'Atlanta, ainsi qu'à Savannah.
Il est promu général de brigade le 17 septembre 1864 et major-général le 13 mars 1865.
Après la guerre, il sert au Quartier Général du Département militaire du Mississippi, puis du Missouri jusqu'en 1872. Jusqu'en 1875, il est responsable des Dépôts de Philadelphie et de l'Arsenal de Schuylkill et responsable du Dépôt Général de New York jusqu'en 1881, année où il se retire du service actif.
Il meurt le 29 avril 1884 à New York et est inhumé au cimetière de West Point.

## Sources
- "Cullum's Register", volume I, page 710
- "Civil War High Commands" de David et John Eicher (2001), page 221